# Pyrrosia bonii
Pyrrosia bonii là một loài dương xỉ trong họ Polypodiaceae. Loài này được Christ ex Giesenh. Ching mô tả khoa học đầu tiên năm 1935.